# Associazione Sportiva Roma 1952-1953
Questa voce raccoglie le informazioni riguardanti l'Associazione Sportiva Roma nelle competizioni ufficiali della stagione 1952-1953.

## Stagione
In questa stagione, il tecnico Gipo Viani, dopo l'acquisto del danese Helge Bronée, che aveva già avuto modo di allenare al Palermo, non gradisce la scelta mal sopportando il carattere del giocatore e decide così di lasciare la panchina giallorossa, che viene affidata a Mario Varglien. La stagione si conclude con un sesto posto.

## Divise
La divisa primaria è costituita da maglia rossa con colletto a polo giallo, pantaloncini neri, calze nere con bande orizzontali giallorosse; in trasferta viene usata una maglia gialla con colletto a girocollo rosso, pantaloncini neri e calzettoni neri con banda giallorossa orizzontale. Viene usata in alcune occasioni un'altra divisa nelle trasferte, costituita da maglia verde con colletto e bordi manica giallorossi, pantaloncini bianchi e calze nere con banda giallorossa orizzontale. I portieri hanno due divise, una costituita da maglia grigia con colletto a polo giallorosso, pantaloncini neri e calze nere con banda orizzontale giallorossa, l'altra da maglia nera con colletto a V giallorosso, abbinata con gli stessi pantaloncini e calzettoni.
| Casa | Trasferta | Terza divisa | 1ª div. portiere | 2ª div. portiere |

## Organigramma societario
Di seguito l'organigramma societario.
Area direttiva
- Presidente: Romolo Vaselli, poi da novembre 1952 Renato Sacerdoti

Area tecnica
- Allenatore: Mario Varglien

## Rosa
Di seguito la rosa.
| N. |                      | Ruolo | Calciatore                |
| -- | -------------------- | ----- | ------------------------- |
|    | Italia (bandiera)    | P     | Luigi Albani              |
|    | Italia (bandiera)    | P     | Luciano Tessari           |
|    | Italia (bandiera)    | D     | Antonio Azimonti          |
|    | Italia (bandiera)    | D     | Amos Cardarelli           |
|    | Italia (bandiera)    | D     | Alberto Eliani            |
|    | Italia (bandiera)    | D     | Aldo Nardi                |
|    | Italia (bandiera)    | D     | Pietro Grosso             |
|    | Italia (bandiera)    | D     | Armando Tre Re (capitano) |
|    | Italia (bandiera)    | C     | Raoul Bortoletto          |
|    | Danimarca (bandiera) | C     | Helge Bronée              |

| N. |                   | Ruolo | Calciatore            |
| -- | ----------------- | ----- | --------------------- |
|    | Italia (bandiera) | C     | Egisto Pandolfini     |
|    | Italia (bandiera) | C     | Giovanni Perissinotto |
|    | Italia (bandiera) | C     | Arcadio Venturi       |
|    | Italia (bandiera) | A     | Carlo Galli           |
|    | Italia (bandiera) | A     | Carlo Lucchesi        |
|    | Italia (bandiera) | A     | Renzo Merlin          |
|    | Italia (bandiera) | A     | Mario Renosto         |
|    | Svezia (bandiera) | A     | Stig Sundqvist        |
|    | Italia (bandiera) | A     | Adriano Zecca         |

## Calciomercato
Di seguito il calciomercato.
| Acquisti | Acquisti          | Acquisti   | Acquisti      |
| R.       | Nome              | da         | Modalità      |
| -------- | ----------------- | ---------- | ------------- |
| P        | Luciano Tessari   | Fiorentina | definitivo    |
| D        | Antonio Azimonti  | Genoa      | definitivo    |
| D        | Pietro Grosso     | Milan      | definitivo    |
| C        | Helge Bronée      | Palermo    | definitivo    |
| C        | Egisto Pandolfini | Fiorentina | definitivo    |
| A        | Giancarlo Bacci   | Udinese    | fine prestito |
| A        | Carlo Lucchesi    | Lucchese   | fine prestito |
| A        | Mario Renosto     | Milan      | definitivo    |

| Cessioni | Cessioni        | Cessioni       | Cessioni   |
| R.       | Nome            | a              | Modalità   |
| -------- | --------------- | -------------- | ---------- |
| P        | Fosco Risorti   | -              | svincolato |
| D        | Knut Nordahl    | IFK Norrköping | definitivo |
| C        | Italo Acconcia  | Genoa          | definitivo |
| C        | Sune Andersson  | Iggesunds IK   | definitivo |
| C        | Eolo Capacci    | ?              | definitivo |
| A        | Giancarlo Bacci | Bologna        | definitivo |
| A        | Lorenzo Bettini | Palermo        | prestito   |

## Risultati

### Serie A

#### Girone di andata
| Arbitro: | Liverani (Torino) |

|                          |           |                                         |
| La Rosa 47’ Sørensen 83’ | Marcatori | 26’ (rig.) Venturi 58’ Bronée 73’ Galli |

| Arbitro: | Canavesio (Torino) |

|           |           |  |
| Galli 66’ | Marcatori |  |

| Arbitro: | Liverani (Torino) |

|  |           |           |
|  | Marcatori | 35’ Galli |

| Arbitro: | Agnolin (Bassano del Grappa) |

|                |           |                |
| Galli 49’, 65’ | Marcatori | 34’ G. Nordahl |

| Arbitro: | Massai (Pisa) |

|             |           |              |
| Di Maso 25’ | Marcatori | 52’ Lucchesi |

| Arbitro: | Fortina (Novara) |

|                                   |           |  |
| Lucchesi 36’ Galli 38’ Bronée 45’ | Marcatori |  |

| Torino 2 novembre 1952 7ª giornata | Torino          | 0 – 0 referto | Roma | Stadio Filadelfia (25.000 circa spett.)\| Arbitro: \| Pieri (Trieste) \| |
| Arbitro:                           | Pieri (Trieste) |               |      |                                                                          |

| Arbitro: | Marchese (Napoli) |

|                            |           |                                |
| Pandolfini 44’, 66’ (rig.) | Marcatori | 18’ (rig.) Bacchetti 71’ Darin |

| Arbitro: | Liverani (Torino) |

|               |           |  |
| Bettolini 42’ | Marcatori |  |

| Arbitro: | Massai (Pisa) |

|  |           |           |
|  | Marcatori | 71’ Zecca |

| Arbitro: | Agnolin (Bassano del Grappa) |

|                  |           |                             |
| Perissinotto 55’ | Marcatori | 41’, 72’ Mazza 50’ Broccini |

| Roma 7 dicembre 1952 12ª giornata | Roma         | 0 – 0 referto | Sampdoria | Stadio Nazionale\| Arbitro: \| Coppa (Como) \| |
| Arbitro:                          | Coppa (Como) |               |           |                                                |

| Arbitro: | Piemonte (Monfalcone) |

|               |           |                                                          |
| Giu. Cadè 34’ | Marcatori | 7’, 58’ Galli 19’ Merlin 47’ Pandolfini 74’ Perissinotto |

| Arbitro: | Agnolin (Bassano del Grappa) |

|                           |           |                                  |
| Præst 11’, 71’ Hansen 84’ | Marcatori | 66’ Bronée 90’ (rig.) Pandolfini |

| Arbitro: | Liverani (Torino) |

|                                                        |           |                                 |
| Sundqvist 31’ Bronée 45’ Bortoletto 69’ Galli 76’, 82’ | Marcatori | 50’ (aut.) Azimonti 87’ Jeppson |

| Arbitro: | Tassini (Verona) |

|                                                    |           |                          |
| Galli 17’ Sundqvist 19’ Pandolfini 41’, 45’ (rig.) | Marcatori | 64’ (rig.) Marco Savioni |

| Arbitro: | Marchetti (Milano) |

|                       |           |           |
| Castoldi 22’ Sega 47’ | Marcatori | 46’ Galli |

#### Girone di ritorno
| Arbitro: | Guarnaschelli (Pavia) |

|                                 |           |                       |
| Pandolfini 62’ Perissinotto 85’ | Marcatori | 27’ Curti 30’ De Vito |

| Arbitro: | Liverani (Torino) |

|                           |           |  |
| Beltrandi 43’ Mariani 66’ | Marcatori |  |

| Arbitro: | Pieri (Trieste) |

|                      |           |                |
| Galli 41’ Bronée 84’ | Marcatori | 16’ Cervellati |

| Arbitro: | Agnolin (Bassano del Grappa) |

|                                    |           |                  |
| Nordahl 56’, 74’ Liedholm 59’, 85’ | Marcatori | 33’ Perissinotto |

| Arbitro: | Pieri (Trieste) |

|                  |           |  |
| Perissinotto 62’ | Marcatori |  |

| Arbitro: | Jonni (Macerata) |

|                       |           |           |
| Gratton 17’ Luosi 56’ | Marcatori | 74’ Zecca |

| Arbitro: | Bernardi (Bologna) |

|                     |           |                      |
| Bortoletto 53’, 88’ | Marcatori | 83’ (rig.) Moltrasio |

| Arbitro: | Jonni (Macerata) |

|                           |           |                  |
| Pløger 47’ Darin 55’, 85’ | Marcatori | 69’ Perissinotto |

| Arbitro: | Liverani (Torino) |

|  |           |                     |
|  | Marcatori | 55’, 57’ Puccinelli |

| Roma 29 marzo 1953 27ª giornata | Roma                  | 0 – 0 referto | Pro Patria | Stadio Nazionale (19.000 circa spett.)\| Arbitro: \| Piemonte (Monfalcone) \| |
| Arbitro:                        | Piemonte (Monfalcone) |               |            |                                                                               |

| Arbitro: | Pieri (Trieste) |

|                  |           |  |
| Nyers 75’ (rig.) | Marcatori |  |

| Arbitro: | Agnolin (Bassano del Grappa) |

|                             |           |                           |
| Gotti 7’ (rig.) Podestà 33’ | Marcatori | 17’ Bronée 21’ Pandolfini |

| Arbitro: | Corallo (Lecce) |

|                           |           |                  |
| Lucchesi 10’ Azimonti 83’ | Marcatori | 50’, 56’ Brugola |

| Arbitro: | Bernardi (Bologna) |

|                                       |           |  |
| Perissinotto 10’ Tre Re 16’ Galli 32’ | Marcatori |  |

| Napoli 10 maggio 1953 32ª giornata | Napoli           | 0 – 0 referto | Roma | Stadio della Liberazione (38.000 circa spett.)\| Arbitro: \| Jonni (Macerata) \| |
| Arbitro:                           | Jonni (Macerata) |               |      |                                                                                  |

| Arbitro: | Massai (Pisa) |

|                            |           |            |
| Renica 6’ Savioni 35’, 50’ | Marcatori | 34’ Merlin |

| Roma 31 maggio 1953 34ª giornata | Roma                  | 0 – 0 referto | SPAL | Stadio Olimpico di Roma (15.000 circa spett.)\| Arbitro: \| De Gregorio (Legnano) \| |
| Arbitro:                         | De Gregorio (Legnano) |               |      |                                                                                      |

## Statistiche

### Statistiche di squadra
Di seguito le statistiche di squadra.
| Competizione | Punti | In casa | In casa | In casa | In casa | In casa | In casa | In trasferta | In trasferta | In trasferta | In trasferta | In trasferta | In trasferta | Totale | Totale | Totale | Totale | Totale | Totale | DR |
| Competizione | Punti | G       | V       | N       | P       | Gf      | Gs      | G            | V            | N            | P            | Gf           | Gs           | G      | V      | N      | P      | Gf     | Gs     | DR |
| ------------ | ----- | ------- | ------- | ------- | ------- | ------- | ------- | ------------ | ------------ | ------------ | ------------ | ------------ | ------------ | ------ | ------ | ------ | ------ | ------ | ------ | -- |
| Serie A      | 36    | 17      | 9       | 6       | 2       | 30      | 17      | 17           | 4            | 4            | 9            | 20           | 27           | 34     | 13     | 10     | 11     | 50     | 44     | +6 |
| Totale       | -     | 17      | 9       | 6       | 2       | 30      | 17      | 17           | 4            | 4            | 9            | 20           | 27           | 34     | 13     | 10     | 11     | 50     | 44     | +6 |

### Andamento in campionato
| Giornata  | 1 | 2 | 3 | 4 | 5 | 6 | 7 | 8 | 9 | 10 | 11 | 12 | 13 | 14 | 15 | 16 | 17 | 18 | 19 | 20 | 21 | 22 | 23 | 24 | 25 | 26 | 27 | 28 | 29 | 30 | 31 | 32 | 33 | 34 |
| --------- | - | - | - | - | - | - | - | - | - | -- | -- | -- | -- | -- | -- | -- | -- | -- | -- | -- | -- | -- | -- | -- | -- | -- | -- | -- | -- | -- | -- | -- | -- | -- |
| Luogo     | T | C | T | C | T | C | T | C | T | T  | C  | C  | T  | T  | C  | C  | T  | C  | T  | C  | T  | C  | T  | C  | T  | C  | C  | T  | T  | C  | C  | T  | T  | C  |
| Risultato | V | V | V | V | N | V | N | N | P | V  | P  | N  | V  | P  | V  | V  | P  | N  | P  | V  | P  | V  | P  | V  | P  | P  | N  | P  | N  | N  | V  | N  | P  | N  |
| Posizione | 1 | 1 | 1 | 1 | 1 | 1 | 1 | 2 | 3 | 3  | 3  | 4  | 4  | 4  | 4  | 3  | 4  | 4  | 4  | 4  | 4  | 4  | 4  | 4  | 5  | 5  | 6  | 6  | 6  | 6  | 6  | 6  | 6  | 6  |

Legenda:

Luogo: C = Casa; T = Trasferta. Risultato: V = Vittoria; N = Pareggio; P = Sconfitta.

### Statistiche dei giocatori
Desunte dai tabellini del Corriere dello Sport.
| Giocatore       | Serie A  | Serie A |
| Giocatore       | Presenze | Reti    |
| --------------- | -------- | ------- |
| L. Albani       | 22       | -27     |
| L. Tessari      | 12       | -17     |
| A. Azimonti     | 32       | 1       |
| A. Cardarelli   | 1        | 0       |
| A. Eliani       | 16       | 0       |
| A. Nardi        | 0        | 0       |
| P. Grosso       | 26       | 0       |
| A. Tre Re       | 32       | 1       |
| R. Bortoletto   | 34       | 3       |
| H. Bronée       | 32       | 6       |
| E. Pandolfini   | 32       | 8       |
| G. Perissinotto | 18       | 7       |
| A. Venturi      | 34       | 1       |
| C. Galli        | 25       | 14      |
| C. Lucchesi     | 21       | 3       |
| R. Merlin       | 8        | 2       |
| M. Renosto      | 8        | 0       |
| S. Sundqvist    | 11       | 2       |
| A. Zecca        | 10       | 2       |

### Videografia
- Manuela Romano (a cura di), La storia della A.S. Roma (10 DVD-Video), Corriere dello Sport, Rai Trade, 2006.